# ジェンダーレス
ジェンダーレスとは、従来の女性観（レディース）にも男性観（メンズ）というジェンダー（社会性別）にとらわれない衣類・商品・表現を意味する 和製英語である。混同されやすいユニセックス（男女両用）の場合、男女兼用で身体性別の差を問わずに着られるシルエットをしている。ジェンダーレスは社会性別の性差のない、またはなくそうとする考え方も意味する。

## 概要
生物学的な「性」をセックス（Sex）というのに対し、社会的・文化的な「性」をジェンダー（Gender）というが、その「ジェンダー」に「レス」（-less）が付いた言葉であり、社会的・文化的性差のないモノ。または、「ジェンダーをなくそうとする考え方」を意味する。
男性がスカートなどレディースのファッションをしたり、女性がメンズ向けのズボンを履いたりするなど、身体性と一致しない、ジェンダーにとらわれないファッションを「ジェンダーレスファッション」という。
そして、ジェンダー（社会性別）という概念を認めていないために、ノンバイナリー（Xジェンダー、男性にも女性にも適合しない性自認）と称したいとも思わない人はアジェンダー（Agender）と呼ばれる。
主に特定のファッションなどが「ジェンダーレス」として日本のサブカルチャーとなっており、日本独自の用語となっている。